# 龙田镇 (城口县)
龙田镇，原为龙田乡，中国重庆市城口县下辖的镇，位于城口县西北部。总面积231平方公里，人口9208。2025年2月21日撤乡设镇。

## 辖区
龙田镇辖有：
- 行政村8个：卫星、长茅、四湾、仓房、中安、联丰、五里、团堡；

## 地理
龙田镇平均海拔1200米。年均降水量1245.5毫米。

## 经济
经济以农业为主。
卫星村、长茅村、四湾村、仓房村、中安村、联丰村、五里村和团堡村
1. ↑  . 城口县人民政府. 2025-02-21.